# Braiatan
Braiatan es el tercer álbum de estudio de A–Tirador Láser, lanzado en febrero de 2001. El corte de difusión fue "Rouge", y su videoclip rotó por los canales musicales, incluyendo la cadena MTV. El disco originalmente saldría en el 2000, pero ante un inconveniente con la discográfica, se publicó a principios del año siguiente.

## Lista de temas
1. Rouge
2. Él y ella
3. Record me now
4. Verme tan mal
5. Largo instante
6. Por momentos
7. Él muestra
8. Amiguito
9. 1.er rock
10. Romántico
11. Defragmentándome
12. Off
13. Cuestión
14. N.N
15. Braiatan

## Músicos
- Lucas Martí: Guitarra, voz, programaciones, batería, teclados.
- Nahuel Vecino: Bajo.

## Invitados
- Yul Acri: Teclados en 1 y 10, Hammond y Yamaha DX7 en 15.
- Fernando Kabusacki: Guitarra sintetizada en 7 y 15.
- Migue García: Teclados en 6 y Rhodes en 12.
- Bárbara Palacios: Coros en 7 y 14.
- Claudio Cardone: Teclados en 8 y 14.

- Datos: Q5733143